# Krukoviella disticha
Krukoviella disticha är en tvåhjärtbladig växtart som först beskrevs av Van Tiegh., och fick sitt nu gällande namn av John Duncan Dwyer. Krukoviella disticha ingår i släktet Krukoviella och familjen Ochnaceae. Inga underarter finns listade i Catalogue of Life.